# Departamentul Choluteca
Choluteca este un departament al Hondurasului. În 2006 număra 395.000 locuitori pe o suprafață de 4.360 km².

## Municipii
1. Apacilagua
2. Choluteca
3. Concepción de María
4. Duyure
5. El Corpus
6. El Triunfo
7. Marcovia
8. Morolica
9. Namasigue
10. Orocuina
11. Pespire
12. San Antonio de Flores
13. San Isidro
14. San José
15. San Marcos de Colón
16. Santa Ana de Yusguare